# Kisi Pulu
Pour les articles homonymes, voir Pulu (homonymie).

a Compétitions nationales et continentales officielles uniquement.

b Matchs officiels uniquement.
Dernière mise à jour le 5 novembre 2015.
Kisi Pulu, né le 31 janvier 1979 aux Tonga, est un joueur international tongien de rugby à XV évoluant au poste de pilier (1,80 m pour 117 kg).

## Carrière

### En club
Kisi Pulu commence sa carrière en Océanie, au Otahuhu Rugby club (Tonga), puis au Auckland Teachers Eastern Club (Nouvelle-Zélande) et à Auckland (Nouvelle-Zélande). Il arrive en Europe en 2001, pour intégrer Coventry RFC (Royaume-Uni). En 2002 il intègre pour un an le Stade bordelais  (France).
Il joue la saison 2006-2007 pour le SC Albi (France), puis rejoint le USA Perpignan (France) qu'il quittera en 2014.
En août 2014, alors que Kisi Pulu est au chômage, le Stade toulousain le recrute en tant que joker médical de Schalk Ferreira. 
Il quitte Toulouse en mars 2015 pour finir la saison dans son ancien club de Perpignan, en qualité de joker médical de Jean-Philippe Genevois.
Au terme de la saison 2014-2015, il prend sa retraite de joueur professionnel, mais continue de jouer en amateur dans le club de Salanque Côte Radieuse (Fédérale 2) aux côtés d'anciens coéquipiers de l'USAP que sont Henry Tuilagi, Farid Sid et Ovidiu Tonita,.

### En équipe nationale
Il a eu sa première cape internationale en équipe des Tonga le 6 juillet 2002 à l’occasion d’un match contre l'équipe des Fidji.

## Palmarès

### En club
Avec l'USA Perpignan
- Championnat de France :
  - Champion (1) : 2009

### En équipe nationale
- 29 sélections en équipe des Tonga depuis 2002
- 3 essais (15 points)
- Sélections par année : 3 en 2002, 7 en 2003, 4 en 2005, 1 en 2006, 4 en 2007, 1 en 2008, 2 en 2009, 4 en 2011 et 3 en 2012.
- 3 sélections avec les Pacific Islanders en 2008.

En coupe du monde :
- 2003 : 3 sélections (Italie, Pays de Galles, Nouvelle-Zélande)
- 2007 : 4 sélections, 4 comme titulaire, 1 essai (États-Unis, Samoa, Afrique du Sud, Angleterre)
- 2011 : 3 sélections (Nouvelle-Zélande, Canada, France)